# 코번트가든

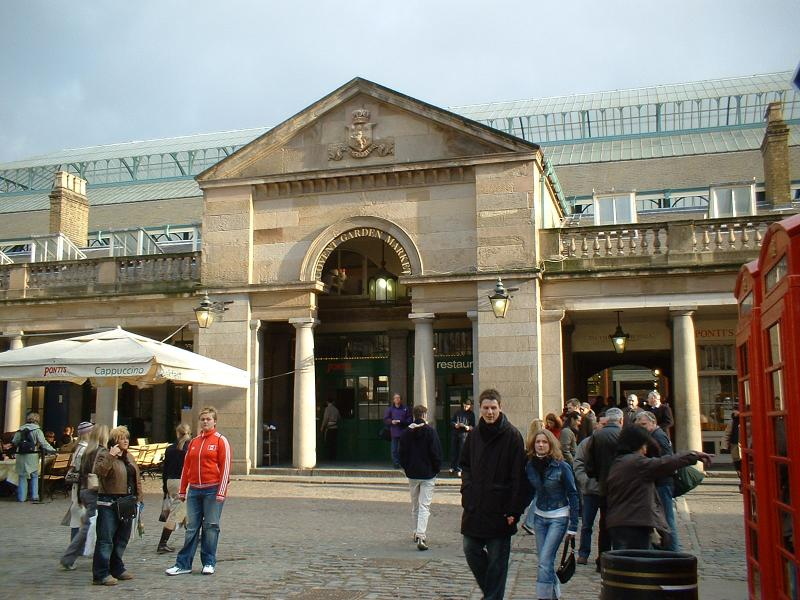
코번트 가든 마켓

코번트 가든(Covent Garden)은 영국 런던 시티오브웨스트민스터에 위치한 지역이다. 17세기부터 1974년까지 영국 최대의 청과물 시장이 존재해 런던의 식량 창고라는 별명으로 불리기도 했다. 중심지인 더 마켓(The Market) 서쪽에는 크리스토퍼 렌이 설계한 세인트 폴 교회가 위치해 있고 극장 박물관, 런던 교통 박물관, 로열 오페라 하우스 등이 있다.

## 역사
코번트 가든은 본래 수도원을 위한 농지였다. 존 왕의 시기에 이 지역에는 콘번트 가든(convent garden)이라는 이름이 붙었고 이후 지금과 같은 코번트 가든으로 불리게 되었다. 13세기경부터 코번트 가든에서 나는 채소와 과일은 웨스트민스터의 성 베드로 수도원으로 집결되어 수도원 및 런던 시민들의 식량으로 이용되었다. 헨리 8세가 1500년대에 수도원의 해체를 명한 뒤 농지 40에이커 가량이 해군 총사령관을 지낸 러셀 남작 존(훗날의 베드포드 백작)에게 주어졌다. 수도원이 사라진 코번트 가든은 쇠퇴기에 접어들었지만 17세기 들어 베드포드 백작이 당대 최고의 건축가였던 이니고 존스에게 코번트 가든에 시민 광장을 설계하도록 의뢰했다. 당시 백작은 광장에 교회나 창고를 지어서는 안된다고 주문했지만 존스는 그에게 "영국에서 가장 근사한 곡식 창고를 보시게 될 겁니다."하고 대답했다. 이후 코번트 가든에는 매춘굴과 찻집, 터키식 목욕탕, 가게 등이 들어섰고 1666년의 런던 대화재 이후에는 영국 최대의 시장으로 발전했다. 도로가 정비되고 1820년 3천 마일에 달하는 운하의 개통으로 교통이 발달하면서 코번트 가든 시장은 전성기를 맞았다. 1830년대에는 노점을 열 수 있도록 철골과 유리로 된 지붕이 설치되었다. 1974년 코번트 가든의 청과물 시장은 템스강 남부의 나인 엘름으로 이전했고 현재 코번트 가든에는 쇼핑센터 및 카페, 레스토랑 등이 들어서 있으며 거리 공연이 이어지는 관광 명소이다.

## 문화
- 코번트 가든은 오드리 헵번 주연의 영화 《마이 페어 레이디》의 배경이 되기도 했다. 영화의 여주인공 일라이자는 코번트 가든에서 꽃을 파는 아가씨로 등장하는데 코번트 가든에는 1880년대부터 꽃 시장이 들어섰다.

## 교통
- 코번트 가든 역(피카딜리 선)
- 레스터 스퀘어 역(피카딜리 선, 노던 선)
- 홀본 역(피카딜리 선, 센트럴 선)
- 임뱅크먼트 역(서클 선, 디스트릭트 선, 노던 선, 베이컬루 선)